# Bowerbankia citrina
Bowerbankia citrina är en mossdjursart som först beskrevs av Walter Douglas Hincks 1877.  Bowerbankia citrina ingår i släktet Bowerbankia och familjen Vesiculariidae. Inga underarter finns listade i Catalogue of Life.